# Llista de resolucions del Consell de Seguretat de les Nacions Unides 801 a la 900
Aquesta és una llista entre les resolucions 801 a 900 del Consell de Seguretat de les Nacions Unides aprovades entre el 8 de gener de 1993 i el 4 de març de 1994.
| Resolució     | Data                   | Votació                                                   | Assumpte |
| ------------- | ---------------------- | --------------------------------------------------------- | --- |
| Resolució 801 | 8 de gener de 1993     | Aprovada sense votació                                    | Admissió de la República Txeca a les Nacions Unides |
| Resolució 802 | 25 de gener de 1993    | 15–0–0                                                    | Accions de l'Exèrcit Croat a les àrees protegides per les Nacions Unides a Croàcia                                                                                          |
| Resolució 803 | 28 de gener de 1993    | 15–0–0                                                    | Estén el mandat de la UNIFIL |
| Resolució 804 | 29 de gener de 1993    | 15–0–0                                                    | Estén el mandat de Segona Missió de Verificació de les Nacions Unides a Angola, demanda d'alto-el-foc                                                                       |
| Resolució 805 | 4 de febrer de 1993    | 15–0–0                                                    | Elecció de membres de la Cort Internacional de Justícia |
| Resolució 806 | 5 de febrer de 1993    | 15–0–0                                                    | Militarització de la Missió d'Observació de les Nacions Unides per Iraq i Kuwait després de les incursions iraquianes                                                       |
| Resolució 807 | 19 de febrer de 1993   | 15–0–0                                                    | Estén el mandat de la UNPROFOR |
| Resolució 808 | 22 de febrer de 1993   | 15–0–0                                                    | Proposta d'establiment del Tribunal Penal Internacional per a l'antiga Iugoslàvia                                                                                           |
| Resolució 809 | 2 de març de 1993      | 15–0–0                                                    | Pla de Regularització per Sàhara Occidental |
| Resolució 810 | 8 de març de 1993      | 15–0–0                                                    | Eleccions a l'Assemblea Constituent de Cambodja |
| Resolució 811 | 12 de març de 1993     | 15–0–0                                                    | Demanda alto-el-foc en la Guerra Civil angolesa, organització de trobades entre el govern i UNITA                                                                           |
| Resolució 812 | 12 de març de 1993     | 15–0–0                                                    | Acord polític a Ruanda |
| Resolució 813 | 26 de març de 1993     | 15–0–0                                                    | Implementació del procés de pau a Libèria durant la Primera Guerra Civil liberiana                                                                                          |
| Resolució 814 | 26 de març de 1993     | 15–0–0                                                    | Expansió de grandària i mandat de la UNOSOM II |
| Resolució 815 | 30 de març de 1993     | 15–0–0                                                    | Estén el mandat de la UNPROFOR |
| Resolució 816 | 31 de març de 1993     | 14–0–1 (abstenció: Xina)                                  | Estén la prohibició de vols militars sobre Bòsnia i Hercegovina |
| Resolució 817 | 7 d'abril de 1993      | 15–0–0                                                    | Admissió de la República de Macedònia a les Nacions Unides com "Antiga República Iugoslava de Macedònia"                                                                    |
| Resolució 818 | 14 d'abril de 1993     | 15–0–0                                                    | Implementació dels Acords de pau de Roma a Moçambic |
| Resolució 819 | 16 d'abril de 1993     | 15–0–0                                                    | Demanda que Srebrenica i àrees del voltant a Bòsnia i Hercegovinasiguin tractades com a zona segura                                                                         |
| Resolució 820 | 17 d'abril de 1993     | 13–0–2 (abstencions: Xina, Russia)                        | Pla de pau per Bòsnia i Hercegovina, més sancions a la República Federal de Iugoslàvia                                                                                      |
| Resolució 821 | 28 d'abril de 1993     | 13–0–2 (abstencions: Xina, Russia)                        | No participació de Iugoslàvia en el treball de Consell Econòmic i Social de l'ONU                                                                                           |
| Resolució 822 | 30 d'abril de 1993     | 15–0–0                                                    | Guerra de l'Alt Karabakh entre Armènia i Azerbaijan |
| Resolució 823 | 30 d'abril de 1993     | 15–0–0                                                    | Estén el mandat de la Segona Missió de Verificació de les Nacions Unides a Angola                                                                                           |
| Resolució 824 | 6 de maig de 1993      | 15–0–0                                                    | Tractament d'algunes ciutats de Bòsnia i Hercegovina com a zones segures |
| Resolució 825 | 11 de maig de 1993     | 13–0–2 (abstencions: Xina, Pakistan)                      | Decisió de Corea del Nord d'abandonar el Tractat de No Proliferació Nuclear                                                                                                 |
| Resolució 826 | 20 de maig de 1993     | 15–0–0                                                    | Eleccions per l'Assemblea Constituent a Cambodja |
| Resolució 827 | 25 de maig de 1993     | 15–0–0                                                    | Estableix el Tribunal Penal Internacional per a l'antiga Iugoslàvia |
| Resolució 828 | 26 de maig de 1993     | Aprovada sense votació                                    | Admissió d'Eritrea a les Nacions Unides |
| Resolució 829 | 26 de maig de 1993     | Aprovada sense votació                                    | Admissió de Mònaco a les Nacions Unides |
| Resolució 830 | 26 de maig de 1993     | 15–0–0                                                    | Estén el mandat de la Força de les Nacions Unides d'Observació de la Separació                                                                                              |
| Resolució 831 | 27 de maig de 1993     | 14–0–1 (abstenció: Pakistan)                              | Mandat, finançament i reestructuració de la Força de les Nacions Unides pel Manteniment de la Pau a Xipre                                                                   |
| Resolució 832 | 27 de maig de 1993     | 15–0–0                                                    | Expandeix el mandat de la ONUSAL |
| Resolució 833 | 27 de maig de 1993     | 15–0–0                                                    | Demarcació de la frontera Iraq-Kuwait |
| Resolució 834 | 1 de juny de 1993      | 15–0–0                                                    | Estén el mandat de Segona Missió de Verificació de les Nacions Unides a Angola, procés de pau                                                                               |
| Resolució 835 | 2 de juny de 1993      | 15–0–0                                                    | Finalització de les eleccions a l'Assemblea Constituent a Cambodja |
| Resolució 836 | 4 de juny de 1993      | 13–0–2 (abstencions: Pakistan, Veneçuela)                 | Estén el mandat de la UNPROFOR, ús de "mesures necessàries" per protegir les zones segures                                                                                  |
| Resolució 837 | 6 de juny de 1993      | 15–0–0                                                    | Condemna atacs a la UNOSOM II |
| Resolució 838 | 10 de juny de 1993     | 15–0–0                                                    | Opcions per al desplegament d'observadors internacionals a les fronteres de Bòsnia i Hercegovina                                                                            |
| Resolució 839 | 11 de juny de 1993     | 15–0–0                                                    | Estén el mandat de Força de les Nacions Unides pel Manteniment de la Pau a Xipre                                                                                            |
| Resolució 840 | 15 de juny de 1993     | 15–0–0                                                    | Resultats de les eleccions a l'Assemblea Constituent a Cambodja |
| Resolució 841 | 16 de juny de 1993     | 15–0–0                                                    | Sancions contra Haití degut al govern militar de Raoul Cédras |
| Resolució 842 | 18 de juny de 1993     | 15–0–0                                                    | Contribució de personal addicional a UNPROFOR a la República de Macedònia                                                                                                   |
| Resolució 843 | 18 de juny de 1993     | 15–0–0                                                    | Confirma del Comitè establert per la Resolució 724 (1991) se li encomana examinar sol·licituds d'assistència                                                                |
| Resolució 844 | 18 de juny de 1993     | 15–0–0                                                    | Autorització del reforçament de la UNPROFOR |
| Resolució 845 | 18 de juny de 1993     | 15–0–0                                                    | Acord pel nom en disputa entre Grècia i la República de Macedònia |
| Resolució 846 | 22 de juny de 1993     | 15–0–0                                                    | Estableix Missió d'Observació de les Nacions Unides a Uganda i Ruanda |
| Resolució 847 | 30 de juny de 1993     | 15–0–0                                                    | Estén el mandat de laUNPROFOR i situació a Croàcia |
| Resolució 848 | 8 de juliol de 1993    | Aprovada sense votació                                    | Admissió del Principat d'Andorra a les Nacions Unides |
| Resolució 849 | 9 de juliol de 1993    | 15–0–0                                                    | Implementació de l'alto-el-foc, enviament d'observadors militars a Abkhàzia, Geòrgia durant la guerra                                                                       |
| Resolució 850 | 9 de juliol de 1993    | 15–0–0                                                    | Implementació dels Acords de pau de Roma i formació de les noves forces armades a Moçambic                                                                                  |
| Resolució 851 | 15 de juliol de 1993   | 15–0–0                                                    | Estén el mandat de la Segona Missió de Verificació de les Nacions Unides a Angola, procés de pau                                                                            |
| Resolució 852 | 28 de juliol de 1993   | 15–0–0                                                    | Estén el mandat de la UNIFIL |
| Resolució 853 | 29 de juliol de 1993   | 15–0–0                                                    | Presa del districte d'Agdam i d'altres àrees recentment ocupades de l'Azerbaidjan durant les ofensives d'estiu de 1993                                                      |
| Resolució 854 | 6 d'agost de 1993      | 15–0–0                                                    | Desplegament d'un equip avançat d'observadors militars de les Nacions Unides durant la guerra d'Abkhàzia                                                                    |
| Resolució 855 | 9 d'agost de 1993      | 14–0–1 (abstenció: Xina)                                  | Negació de Sèrbia i Montenegroper permetre l'organització de missions especials de l'Organització per a la Seguretat i la Cooperació a Europa a Kosovo, Sandjak i Vojvodina |
| Resolució 856 | 10 d'agost de 1993     | 15–0–0                                                    | Proposta d'establiment de la Missió d'Observació de les Nacions Unides a Libèria, envia observadors militars durant guerra civil                                            |
| Resolució 857 | 20 d'agost de 1993     | 15–0–0                                                    | Nominacions de jutges del Tribunal Penal Internacional per a l'antiga Iugoslàvia                                                                                            |
| Resolució 858 | 24 d'agost de 1993     | 15–0–0                                                    | Estableix la Missió d'Observació de les Nacions Unides a Geòrgia |
| Resolució 859 | 24 d'agost de 1993     | 15–0–0                                                    | Comprensiu acord polític de la guerra a Bòsnia i Hercegovina |
| Resolució 860 | 27 d'agost de 1993     | 15–0–0                                                    | Dissolució de l'Autoritat Transitòria de les Nacions Unides a Cambodja |
| Resolució 861 | 27 d'agost de 1993     | 15–0–0                                                    | Suspensió de sancions contra Haití |
| Resolució 862 | 31 d'agost de 1993     | 15–0–0                                                    | Proposta de Missió de les Nacions Unides a Haití i enviament d'un equip avançat a Haití                                                                                     |
| Resolució 863 | 13 de setembre de 1993 | 15–0–0                                                    | Implementació de les provisions dels Acords de pau de Roma per Moçambic |
| Resolució 864 | 15 de setembre de 1993 | 15–0–0                                                    | Estén el mandat de Segona Missió de Verificació de les Nacions Unides a Angola, embargament de petroli contra UNITA                                                         |
| Resolució 865 | 22 de setembre de 1993 | 15–0–0                                                    | Procés de reconciliació nacional i acord polític a Somàlia |
| Resolució 866 | 22 de setembre de 1993 | 15–0–0                                                    | Estableix la Missió d'Observació de les Nacions Unides a Libèria, implementació dels acords de pau                                                                          |
| Resolució 867 | 23 de setembre de 1993 | 15–0–0                                                    | Estableix la Missió de les Nacions Unides a Haití |
| Resolució 868 | 29 de setembre de 1993 | 15–0–0                                                    | Estableix nous mandats de seguretat per Missions de Pau de les Nacions Unides                                                                                               |
| Resolució 869 | 30 de setembre de 1993 | 15–0–0                                                    | Estén el mandat de la UNPROFOR |
| Resolució 870 | 1 d'octubre de 1993    | 15–0–0                                                    | Estén el mandat de la UNPROFOR |
| Resolució 871 | 4 d'octubre de 1993    | 15–0–0                                                    | Estén el mandat de la UNPROFOR, pla de manteniment de pau a Croàcia |
| Resolució 872 | 5 d'octubre de 1993    | 15–0–0                                                    | Estableix Missió d'Assistència de les Nacions Unides per Ruanda |
| Resolució 873 | 13 d'octubre de 1993   | 15–0–0                                                    | Terminació de la suspensió de sancions contra Haití |
| Resolució 874 | 14 d'octubre de 1993   | 15–0–0                                                    | Acord per la guerra de l'Alt Karabakh |
| Resolució 875 | 16 d'octubre de 1993   | 15–0–0                                                    | Sancions contra Haití |
| Resolució 876 | 19 d'octubre de 1993   | 15–0–0                                                    | Violació de l'alto-el-foc a guerra d'Abkhazia, assassinat del president del Consell de Defensa                                                                              |
| Resolució 877 | 21 d'octubre de 1993   | Aprovada sense votació                                    | Nomenament de Ramón Escovar-Salom com a fiscal de la Tribunal Penal Internacional per a l'antiga Iugoslàvia                                                                 |
| Resolució 878 | 29 d'octubre de 1993   | 15–0–0                                                    | Estén el mandat de la UNOSOM II |
| Resolució 879 | 29 d'octubre de 1993   | 15–0–0                                                    | Estén el mandat de Operació de les Nacions Unides a Moçambic |
| Resolució 880 | 4 de novembre de 1993  | 15–0–0                                                    | Període transitori a Cambodja després de la retirada de l'Autoritat Transitòria de les Nacions Unides a Cambodja                                                            |
| Resolució 881 | 4 de novembre de 1993  | 15–0–0                                                    | Estén el mandat de la Missió d'Observació de les Nacions Unides a Geòrgia                                                                                                   |
| Resolució 882 | 5 de novembre de 1993  | 15–0–0                                                    | Estén la Operació de les Nacions Unides a Moçambic, implementació dels Acords de pau de Roma                                                                                |
| Resolució 883 | 11 de novembre de 1993 | 11–0–4 (abstencions: Xina, Djibouti, el Marroc, Pakistan) | Sancions contra Líbia per manca de cooperació amb les resolucions Resolució 731 (1992) i la Resolució 748 (1992)                                                            |
| Resolució 884 | 12 de novembre de 1993 | 15–0–0                                                    | Conflicte de l'Alt Karabakh |
| Resolució 885 | 16 de novembre de 1993 | 15–0–0                                                    | Estableix la comissió de recerca sobre atacs a la UNOSOM II |
| Resolució 886 | 18 de novembre de 1993 | 15–0–0                                                    | Estén el mandat de UNOSOM II, reconciliació nacional a Somàlia |
| Resolució 887 | 29 de novembre de 1993 | 15–0–0                                                    | Estén el mandat de la Força de les Nacions Unides d'Observació de la Separació                                                                                              |
| Resolució 888 | 30 de novembre de 1993 | 15–0–0                                                    | Estén el mandat de Missió d'Observació de les Nacions Unides a El Salvador, implementació dels acords de pau                                                                |
| Resolució 889 | 15 de desembre de 1993 | 15–0–0                                                    | Estén el mandat de Força de les Nacions Unides pel Manteniment de la Pau a Xipre, implementació del "conjunt d'idees"                                                       |
| Resolució 890 | 15 de desembre de 1993 | 15–0–0                                                    | Estén el mandat de la Segona Missió de Verificació de les Nacions Unides a Angola, acord per la Guerra Civil angolesa                                                       |
| Resolució 891 | 20 de desembre de 1993 | 15–0–0                                                    | Estén el mandat de la Missió d'Observació de les Nacions Unides a Uganda i Ruanda                                                                                           |
| Resolució 892 | 22 de desembre de 1993 | 15–0–0                                                    | Desplegament progressiu d'observadors militars addicionals a la Missió d'Observació de les Nacions Unides a Geòrgia                                                         |
| Resolució 893 | 6 de gener de 1994     | 15–0–0                                                    | Missió d'Assistència de les Nacions Unides per a Ruanda desplegament, implementació de l'acord de pau d'Arusha                                                              |
| Resolució 894 | 14 de gener de 1994    | 15–0–0                                                    | Participació de les Nacions Unides i observadors internacionals a les eleccions generals de Sud-àfrica de 1994                                                              |
| Resolució 895 | 28 de gener de 1994    | 15–0–0                                                    | Estén el mandat de la UNIFIL |
| Resolució 896 | 31 de gener de 1994    | 15–0–0                                                    | Possible establiment de forces de pau a Abkhàzia, Geòrgia; acord polític en el conflicte d'Abkhàzia                                                                         |
| Resolució 897 | 4 de febrer de 1994    | 15–0–0                                                    | Continuació de la UNOSOM II; reconciliació nacional, acord polític a Somàlia                                                                                                |
| Resolució 898 | 23 de febrer de 1994   | 15–0–0                                                    | Estableix components de policia a l'Operació de les Nacions Unides a Moçambic, acords de pau                                                                                |
| Resolució 899 | 4 de març de 1994      | 15–0–0                                                    | Compensació als ciutadans privats iraqians amb béns en territori kuwaitià després de la demarcació de la frontera                                                           |
| Resolució 900 | 4 de març de 1994      | 15–0–0                                                    | Restauració dels serveis públics essencials i vida normal als voltants de Sarajevo a Bòsnia i Hercegovina                                                                   |